# Virus (Hypocrisy)
Virus è il decimo album in studio del gruppo melodic death metal svedese Hypocrisy, pubblicato il 5 settembre 2005 dalla Nuclear Blast.

## Il disco
Virus è il primo disco degli Hypocrisy registrato con la presenza del nuovo batterista Horgh, degli Immortal, e del secondo chitarrista Andreas Holma, il quale lascerà il gruppo l'anno successivo.
L'album è stato prodotto e mixato da Peter Tägtgren, Anthony Clarkson ha curato l'artwork di copertina e Karl Heinz Schuster il layout.
L'edizione limitata del disco contiene un bonus DVD con due esibizioni live della band, la prima (brani da 1 a 12) registrata al club La Laiterie di Strasburgo l'8 aprile 2004 e la seconda (brano numero 13) al festival Bang Your Head!!! del 2003 a Balingen. Quest'ultima canzone, Total Desaster, è una cover del gruppo thrash metal tedesco Destruction ed è suonata assieme al cantante e bassista della band Marcel "Schmier" Schirmer. Nell'edizione giapponese dell'album è presente la bonus track Watch Out.

## Tracce
1. XVI - 0:16
2. Warpath (Tägtgren) - 4:23
3. Scrutinized (Holma, Tägtgren) - 4:25
4. Fearless (Tägtgren) - 4:24
5. Craving for Another Killing (Hedlund, Holma, Horgh, Tägtgren) - 3:50
6. Let the Knife Do the Talking (Holma, Tägtgren) - 4:15
7. A Thousand Lies (Tägtgren) - 4:52
8. Incised Before I've Ceased (Hedlund, Holma, Horgh, Tägtgren) - 4:28
9. Blooddrenched (Hedlund, Holma, Horgh, Tägtgren) - 3:42
10. Compulsive Psychosis (Hedlund, Holma, Horgh, Tägtgren) - 4:14
11. Living to Die (Tägtgren) - 5:42

### Bonus track
1. Watch Out - 3:34

### Bonus DVD
1. Born Dead Buried Alive - 4:37
2. Fusion Programmed Mind - 4:15
3. Adjusting the Sun - 4:45
4. Eraser - 5:11
5. Turn the Page - 4:20
6. Fire in the Sky - 5:08
7. Necronomicon - 4:35
8. Slaves to the Parasites - 5:09
9. Reborn - 3:19
10. Roswell 47 - 4:22
11. God is a Lie - 3:02
12. Deathrow (No Regrets) - 6:07
13. Total Desaster - 4:05

## Formazione

### Gruppo
- Peter Tägtgren - voce, chitarra
- Andreas Holma - chitarra
- Mikael Hedlund - basso
- Horgh - batteria

### Altri musicisti
- Gary Holt - assolo in Scrutinized